# Occidentali's Karma
«Occidentali's Karma» —en español: «El Karma del occidental»— es una canción compuesta por Francesco Gabbani, Filippo Gabbani, Fabio Ilacqua y Luca Chiaravalli e interpretada en italiano por Francesco Gabbani. Se lanzó el 10 de febrero de 2017 mediante BMG. Fue elegida para representar a Italia en el Festival de la Canción de Eurovisión de 2017 tras ganar el Festival de la Canción de San Remo 2017 el 11 de febrero de 2017.

## Letra
Según Gabbani, la letra de la canción es una mofa de los occidentales que creen que pueden tomar elementos de la cultura oriental y "occidentalizarlos". La canción cita aspectos de religiones orientales como el Buda y el Nirvana, así como la evolución del hombre desde el mono, idea que tomó de leer el libro El mono desnudo, del etólogo británico Desmond Morris. En una entrevista con La Repubblica, Desmond Morris alabó la canción por su "referencia clara y fantástica a las teorías" descritas por él, 
y por "la precisión y sofisticación de la letra", comparándola con Bob Dylan y John Lennon. Morris también añadió su deseo de que Francesco Gabbani ganara el Festival de Eurovisión.
La canción comienza con una referencia a Hamlet de William Shakespeare. Gabbani quiere destacar cómo la sociedad moderna se debate entre la tentación de la espiritualidad y la necesidad de aparentar, y describe a la gente como "adictos anómimos a los selfies".
El uso del genitivo sajón en el título y el estribillo es una crítica adicional a la moda del empleo de anglicismos en la lengua italiana, pero originalmente la canción se titulaba en latín "Occidentalis Karma" (Karma occidental).

## Festival de San Remo 2017
El 11 de diciembre de 2016, Gabbani fue confirmado como uno de los concursantes de la sección Campioni del 67° Festival de San Remo. 
El tema fue interpretado inicialmente en la segunda noche, logrando el pase a la semifinal, y posteriormente en esta ronda, avanzaría a la final de la noche del sábado. Su presentación durante toda la celebración del festival logró llamar la atención por la aparición en la puesta de escena de su coreógrafo, Filippo Ranaldi, bailando junto a Gabbani disfrazado de gorila, haciendo alusión a la idea del mono desnudo, presente en el coro de la canción. 
Durante las horas previas a la final, su tema fue considerado como el favorito para alzarse con el triunfo en el festiva, y, finalmente, junto a Fiorella Mannoia y Ermal Meta se clasificó a la segunda ronda de la final, donde lograría la victoria con un promedio de 36.27%, logrando arrasar en el voto del público y quedando segundo para los dos paneles de jurados. Además, Occidentali's Karma se convirtió en el tema participante por Italia en el Festival de la Canción de Eurovisión 2017, después de que Gabbani aceptara el ofrecimiento hecho por la RAI, tras su victoria en San Remo. 

## Festival de la Canción de Eurovisión 2017
Tras la victoria de Gabbani, la UER y la RAI hicieron oficial al cantante y al tema Occidentali's Karma como la representación italiana en el Festival de Eurovisión 2017, tras aceptar la invitación de la televisión italiana. Poco tiempo después del anuncio, la canción se convirtió en la máxima favorita en las casas de apuestas para lograr la victoria en el festival, seguida muy de cerca en los días previos al festival por los concursantes de Bulgaria y Portugal.
El país no tuvo que participar en ninguna semifinal, ya que, al ser miembro del «Big Five», tenía el pase garantizado para la final. El tema fue interpretado en 9º lugar durante la final el 13 de mayo, precedido por Hungría con Joci Pápai interpretando «Origo» y seguido por Dinamarca con Anja Nissen interpretando «Where I Am». Al final de las votaciones, la canción había recibido 334 puntos (126 del jurado y 208 del televoto), quedando en 6º puesto de 26 finalistas, siendo uno de los resultados más inesperados del concurso, ya que en los días previos a la final, las casas de apuestas contemplaban una final reñida entre Italia, Bulgaria y Portugal, resultado que finalmente no se dio.